# لوری لوئیس
لوری لوئیس (انگلیسی: Lori Lewis؛ زادهٔ ۲۷ دسامبر ۱۹۸۴) یک موسیقی‌دان اهل ایالات متحده آمریکا است. وی از سال ۲۰۰۵ میلادی تاکنون مشغول فعالیت بوده‌است.